# Johann Natterer
Johann Natterer (Laxenburg, 9 de novembre de 1787 - 17 de juny de 1843) va ser un naturalista i explorador austríac.

## Biografia
Era fill del zoòleg animal Joseph Natterer Sr. i de Maria Anna Theresia Schober, filla d'un mestre forner de Laxenburg. Tenia un germà (Joseph Natterer, 1776–1852). Joseph Natterer Sr. va ser l'últim falconer muntat a Àustria. Quan l'emperador Francesc I va dissoldre la falconeria (Falknerei) a Laxenburg, va comprar la col·lecció de Joseph Natterer Sr. Aquesta contenia nombroses aus domèstiques, mamífers i insectes, i l'emperador li va assignar el suport i el desenvolupament de la col·lecció.
La col·lecció es va portar el 1794 a Viena i es va incorporar al Tiercabinet amb la física-astronomia i el Kunstcabinet. La col·lecció es va fer aviat accessible al públic, però sense valor científic ni didàctic. Joseph Natterer Sr. va introduir els seus fills a la col·lecció. El seu fill gran, Joseph, va començar la seva carrera com a ajudant voluntari i va acabar com a primer Kustos, Johann es va convertir en col·laborador freiwilliger el 1808.
Johann Natterer va assistir inicialment a una escola escolapia; no obstant això, el 1794 es va traslladar a una escola normal i hi va completar el batxillerat (gimnàs). De 1802 a 1803, Johann Natterer va assistir a l'acadèmia de materials i va escoltar conferències científiques a la universitat.

## Expedició al Brasil
El 1817 l'Emperador Francesc I d'Àustria va finançar una expedició a Brasil en ocasió de les noces de la seva filla Arxiduquessa Leopoldina (María Leopoldina d'Àustria) amb el Príncep de la Corona Portuguesa, Pedro de Alcantara, qui va ser posteriorment Emperador del Brasil, dient-se Pere I del Brasil i Pere IV de Portugal.
Natterer era el zoòleg en l'expedició, i va acompanyar a altres naturalistes fins i tot a Johann Baptist von Spix i Carl Friedrich Philipp von Martius. Va romandre a Amèrica del Sud fins a 1835, mentre enviava a Viena una col·lecció gran d'espècimens, incloent noves espècies com Lepidosiren paradoxa, que va cedir al Naturhistorisches Museum.